# Julia Svyrydenko
Julia Anatoliivna Svyrydenko (ukrainska: Юлія Анатоліївна Свириденко), född 25 december 1985 i  Tjernihiv i Ukrainska SSR i Sovjetunionen, är en ukrainsk politiker. 
Julia Svyrydenko tog examen i ekonomi vid Statens universitet för handel och ekonomi i Kiev 2008 och arbetade därefter i samriskföretaget JSC AMP.
År 2011 blev hon staden Tjernihivs representant i den kinesiska staden Wuxi och 2015 blev hon avdelningschef för ekonomisk utveckling i Tjernihiv oblast.
Julia Svyrydenko utnämndes i december 2020 till vice chef för Ukrainas presidents kansli. I november 2021 utsågs hon av Ukrainas parlament, Verkhovna Rada, till Ukrainas förste vice premiärminister samt till ekonomi- och handelsminister.
Ukrainas president Volodymyr Zelenskyj lade den 14 juli 2025 fram förslag till Verkhovna Rada om att välja Julia Svyrydenko till premiärminister. Hon utnämndes den 17 juli.